# Veliki dirombiikozidodekaeder
| Veliki dirombiikozidodekaeder                   | Veliki dirombiikozidodekaeder                           |
| ----------------------------------------------- | ------------------------------------------------------- |
|                                                 |                                                         |
| Vrsta                                           | uniformni zvezdni polieder                              |
| Elementi                                        | F = 124, E = 240, V =60 ({\displaystyle \chi \,} = -56) |
| Stranske ploskve po stranicah                   | 40{3}+60{4}+24{5/2}                                     |
| Wythoffovi simboli                              | I3/2 5/3 3 5/2                                          |
| Simetrijska grupa                               | Ih, [5,3], *532                                         |
| Bowersov akronim                                | Gidrid                                                  |
| Sklici                                          | U75, C92, W119                                          |
| veliki dirombiikozidodekakron (dualni polieder) | (4.5/3.4.3.5/2.4.3/2) slika oglišč                      |

Veliki dirombiikozidodekaeder je nekonveksni uniformni polieder, ki ima oznako (indeks) U75.

## Sorodni poliedri
| konveksna ogrinjača                      | veliki prirezan dodeciikozidodekaeder | veliki dirombiikozidodekaeder        |
| veliki dvojnoprirezani dirombidodekaeder | sestav dvajsetih oktaedrov            | sestav dvajsetih tetrahemiheksaedrov |

## Kartezične koordinate
Kartezične koordinate oglišč velikega dirombiikozododekaedra so parne permutacije naslednjih vrednosti:
(0, ±2/τ, ±2/√τ)
(±(−1+1/√τ3), ±(1/τ2−1/√τ), ±(1/τ+√τ))
(±(−1/τ+√τ), ±(−1−1/√τ3, ±(1/τ2+1/√τ))
kjer je τ = (1+√5)/2 zlati rez, ki ga včasih označujemo s φ. Dolžina roba je pri tem 2√2. 